# Idzikowice (województwo mazowieckie)
Idzikowice – wieś sołecka w Polsce położona w województwie mazowieckim, w powiecie płońskim, w gminie Sochocin.
| SIMC    | Nazwa              | Rodzaj    |
| ------- | ------------------ | --------- |
| 1057321 | Idzikowice-Kolonia | część wsi |

W latach 1975–1998 miejscowość administracyjnie należała do województwa ciechanowskiego.

## Urodzeni w Idzikowicach
- Wacław Łypacewicz – polski adwokat, działacz społeczny, poseł na Sejm w II RP[8].